# FISA
Međunarodna veslačka federacija se naziva FISA, što je skraćenica od francuskog naziva Fédération Internationale des Sociétés d'Aviron.

## Povijest
FISA je osnovana od strane predstavnika Francuske, Švicarske, Belgije, Austro-Ugarske i Italije 1892. godine kao potreba da se standardiziraju pravila sve popularnijeg veslačkog sporta. Tada su ustanovljena i prva službena pravila koja su propisivala duljinu staze, građu čamaca, discipline, i drugo.
FISA ima svoje sjedišete u Lozani, Švicarska od 1922.
FISA je najstarija međunarodna sportska organizacija koja je sudjelovala na Olimpijskim igrama.  Svaka država koja je član sudjeluje putem predstavnika svoje nacionalne organizacije na FISA Congress.  Trenutno je 118 zemalja članica FISA-e, a jedna od njih je i Hrvatska, od 1992. godine, putem Hrvatskog veslačkog saveza.

## Natjecanja
FISA organizira veliki broj veslačkih natjecanja svake godine. Osim dolje navedenih natjecanja veslači nastupaju i na Olimpijskim igrama.
Svjetski kup: Pokrenut 1997, Svjetski kup se sastoji od 3 regate, najčešće krajem proljeća i početkom ljeta.
Svjetska prvenstva: Svjetsko prvenstvo se održava jednom godišnje. U olimpijskoj godini održava se samo za neolimpijske discipline.
Svjetsko prvenstvo juniora: Prvi puta održano 1967. godine, Svjetska prvenstva juniora jednom godišnje okupljaju natjecatelje koje u toj godini navršavaju 18 godina ili manje. U olimpijskoj godini to se natjecanje održava uz Svjetsko prvenstvo za neolimpijske discipline.
Svjetsko prvenstvo B seniora (Under 23): Prvi puta održano 1976. godine, ova je regata izvorno bila namijenjena natjecateljima prestarima za juniorsko prvenstvo, ali koji u godini natjecanja navršavaju manje od 23 godine (kategorija koju FISA referncira kao  Senior B). Regata je tijekom godina mijenjala naziv, pa se najprije zvala Kup nacija, 2002. godine mijenja ime u  Svjetska U23 regata i konačno postaje Svjetsko prvenstvo B seniora (Under 23) 2005.
Svjetska regata veterana (Masters): Natjecanje za veslače iznad 27. godina starosti. Zanimljivo je da ova regata jedina uključuje tzv. mix posade, u kojima sjede kombinirano veslači i veslačice u istim posadama.

## Vanjske poveznice
- Službena FISA stranica